# Cho-Liang Lin
 (mars 2023).
Si vous disposez d'ouvrages ou d'articles de référence ou si vous connaissez des sites web de qualité traitant du thème abordé ici, merci de compléter l'article en donnant les références utiles à sa vérifiabilité et en les liant à la section « Notes et références ».
Cho-Liang Lin (Lin Cho-Liang, en chinois : 林昭亮, né à Hsinchu, Taïwan le 29 janvier 1960), est un violoniste américain d'origine taïwanaise, qui a joué en soliste avec les plus grands orchestres. "Musical America" l'a nommé « Instrumentalist of the Year » en 2000. Il a fondé le « Taipei International Music Festival » en 1997, le plus important festival de musique classique à Taiwan, rassemblant un public de plus 53 000 personnes.

## Biographie
Cho-Liang Lin est un violoniste qui a parcouru le monde depuis 27 ans pour se produire en concert. Lin est né en 1960 à Hsinchu, une ville tranquille à 70 km au sud de Taipei, où son père travaillait comme physicien nucléaire dans un centre de recherche. Il a commencé à jouer du violon à l'âge de cinq ans. Comprenant qu'il avait besoin pour poursuivre ses études de violon de partir à l'étranger, il est allé en Australie de lui-même quand il était âgé de seulement 12 ans ; il a passé trois ans à Sydney. Sa technique et ses capacités  précoces l'ont amené à la Juilliard School, où il a étudié avec Dorothy DeLay, qui a formé plusieurs solistes de renom tels que Itzhak Perlman, Gil Shaham,  Midori Gotō, etc. Il a fait ses débuts en public à New York à l'âge de 19 ans dans le Concerto pour violon nº 3 de Mozart à l'Avery Fisher Hall.
Depuis ses débuts au Lincoln Center’s Mostly Mozart Festival à l'âge de dix-neuf ans, il a joué avec presque tous les grands orchestres du monde, y compris l'Orchestre symphonique de Boston, l'Orchestre de Cleveland, l'Orchestre royal du Concertgebouw, l'Orchestre symphonique de Londres, l'Orchestre de Philadelphie et l'Orchestre philharmonique de New York. Il a plus de vingt enregistrements à son actif, allant des concertos de Mozart, Mendelssohn, Sibelius, Prokofiev, à Christopher Rouse et Tan Dun, ainsi que la musique de chambre de Schubert, Brahms, Tchaïkovski et Ravel. Ses partenaires d'enregistrement comprennent Yefim Bronfman, Yo-Yo Ma, Wynton Marsalis, Esa-Pekka Salonen, Leonard Slatkin, Michael Tilson Thomas, Isaac Stern et Helen Huang (en). Ses enregistrements ont été acclamés par la critique, remportant plusieurs nominations aux Grammy Awards et le prix du The Gramophone’s Record of the Year. Il enseigne à la Juilliard School depuis 1991, et, en 2006, il a également commencé à enseigner à l'université Rice. Lin est actuellement le directeur musical de la SummerFest de La Jolla en Californie depuis 2001, et le directeur musical du Festival international de musique chambre de Hong Kong depuis 2011.
Chambriste passionné, Lin apparaît au Festival de musique de Pékin, et participe aux Chamber Music Society of Lincoln Center, the Aspen Music Festival, et Santa Fe Chamber Music Festival.

## Instruments
Cho-Liang Lin a joué sur plusieurs instruments renommé. En 1982, il joue sur le Stradivarius Strauss. Par la suite, il joue également sur un Guarneri del Gesù de 1734, puis sur le Stradivarius Titien (1715).